# Hívatlanok 2. – Éjjeli préda
A Hívatlanok 2. – Éjjeli préda (eredeti cím: The Strangers: Prey at Night) 2018-as amerikai horrorfilm, melyet Johannes Roberts rendezett, a 2008-as Hívatlanok folytatásaként. A főbb szerepekben Christina Hendricks, Martin Henderson, Bailee Madison és Lewis Pullman látható.
Az Amerikai Egyesült Államokban 2018. március 9-én mutatták be. Magyarországon március 8-án jelent meg szinkronizálva a Freeman Film forgalmazásában.
A filmsorozat következő része, egyben rebootja 2024-ben került mozikba Hívatlanok – Első fejezet címmel.

## Cselekmény
|  | Alább a cselekmény részletei következnek! |

Az elhagyatott lakókocsiparkba, három álarcos gyilkos – Maszkos lány, Maszkos nő és Maszkos férfi – érkezik meg. Maszkos nő megöli az egyik lakót, majd lefekszik az ágyába, az asszony alvó férje mellé.
Mike és a felesége, Cindy családi kirándulást szerveznek gyermekeikkel, Luke-al és Kinsey-el a nagynénjük és nagybátyjuk saját lakótelepparkjába, mielőtt Kinsey bentlakásos iskolába menne. Amikor megérkeznek, az éjszaka folyamán bekopogtat hozzájuk az álarc nélküli Maszkos lány és megkérdezi Cindytől, hogy Tamara otthon van-e, utána elmegy. Később, Kinsey és Luke egy nyitott ajtajú lakókocsit vesznek észre a közelben. Odabent, megtalálják nagynénjük és bátyjuk brutálisan megcsonkított holttestét.
Visszamennek a családi lakókocsihoz, ám Maszkos lány másodszor is meglátogatja őket, de a válasz után ismét elmegy. A furcsa találkozás után, Mike és Cindy összetalálkoznak a gyerekekkel, akik halálra vannak rémülve. Luke megmutatja apjának a holttesteket, míg Cindy és Kinsey visszatérnek a lakókocsiba, hogy használják mobiltelefonjukat, amik már össze vannak törve. A lakókocsiban felbukkan maszkos lány és leszúrja Cindyt, mielőtt segít Kinseynek kimenekülni a tetőablakon keresztül.
Mike és Luke megtalálják a holttesteket, ezt követően a hangpostát meghallgatva rájönnek, hogy Cindy már korábban szólt a nagybátyjukhoz való menetelről, így a gyilkosok az üzenetet meghallgatták, és csak arra vártak, hogy megérkezzenek. A duó megtalálja Cindy holttestét, Kinsey viszont eltűnt. Az apa-fiú páros elindul kisteherautójukkal a megtalálására, de az egyik gyilkos balesetet okoz nekik. Mike súlyosan megsebesül, majd elmondja fiának, hogy találja meg minél hamarabb a nővérét. Ahogy Luke elindul, a Maszkos férfi megöli Mike-ot egy jégvágóval.
Kinsey-t másodszorra is megtámadja Maszkos lány, aki megszúrja őt, mielőtt Luke megmentené. Luke elrejti nővérét a közeli ház tornáca alatt, míg ő segítséget hív az egyik bolt telefonjáról, de Maszkos nő megtámadja. A fiú felülbírálja, és halálra szúrja őt. Ezután a feldühödött Maszkos férfi megtámadja Luke-ot és háton szúrja, majd hagyja meghalni a vízben. Kinseynek sikerül megmentenie, majd azonnal segítséget keres. Egy seriff érkezik meg a helyszínre, akit Maszkos lány rögtön meg is öl. Kinsey a seriff puskáját használva végez Maszkos lánnyal; amíg Maszkos lány a vérben fulladozik, megkérdezi tőle, miért támadták meg őket. Maszkos lány válasza: "Miért ne?", végezetül Kinsey rálő még egyet. Kinsey elindítja a seriff SUVjét, ám a Maszkos férfi megérkezik a teherautójával. A lány használja az öngyújtóját a benzinszivárgás meggyújtására, és mindkét jármű felrobban.
A Maszkos férfi túléli, és lángba fulladt teherautóval folytatja az üldözést. Megtámadja a megégett férfi, majd végül "meghal" súlyos sérülései miatt. Kinsey meglát egy közelgő teherautót, de azok megpróbálnak elmenekülni, amikor meglátják a Maszkost. Kinsey felmászik a menetben lévő autóra és egy baseballütővel végez a Maszkossal.
Néhány órával később, Kinsey egy rémálomból ébred fel, Luke kórházi ágyba mellett. Ahogy önt egy csésze vizet magának, az ajtó túloldalán egy ismerős dörömbölést hall meg.
|  | Itt a vége a cselekmény részletezésének! |

## Szereplők
| Szerep        | Színész             | Magyar hang   |
| ------------- | ------------------- | ------------- |
| Kinsey        | Bailee Madison      | Hermann Lilla |
| Cindy         | Christina Hendricks | Pikali Gerda  |
| Mike          | Martin Henderson    | Barát Attila  |
| Luke          | Lewis Pullman       | Baráth István |
| maszkos lány  | Emma Bellomy        | Dobó Enikő    |
| maszkos férfi | Damian Maffei       | Renácz Zoltán |
| Sheryl néni   | Mary Louise Casanta | Bókai Mária   |
| Marvin bácsi  | Ken Strunk          | Végh Ferenc   |

## A film készítése
A film forgatása 2017 júniusában kezdődött Covingtonban (Kentucky) és 2017. július 10-én ért véget.

## Fogadtatás
A film vegyes kritikákat kapott. Egyes visszajelzések szerint sokkal szórakoztatóbb volt, mint az előző rész, ugyanakkor mások rosszabbnak tartották, közhelyesnek nevezve. A Metacritic oldalán a film értékelése 48% a 100-ból, ami 25 véleményen alapul. A Rotten Tomatoeson 38%-os minősítést kapott, 95 értékelés alapján.
Világszerte több mint 29,5 millió dolláros bevételt ért el, 5 milliós költségvetésével szemben.